# 木暮康雄
木暮 康雄（こぐれ やすお、1981年9月5日 - ）は、日本の実業家。買取プラットフォーム「ウリドキ」を運営するウリドキ株式会社代表取締役。

## 人物
東京都生まれ、横浜市育ち。産婦人科医である厳格な父に育てられ、桐蔭学園高校を経て、慶應義塾大学大学院システムデザイン・マネジメント研究科修士課程修了。
2005年に起業し、漫画の全巻大人買いサービスをつくる。当時より、新品は各出版社や取次店、中古は60店舗のリサイクルショップの在庫をシステム連動しオンライン上で管理・販売。また、販売システムだけでなくオンライン買取システム、在庫管理、配送オペレーション、WEBマーケティングなどITリユース企業に必要なプロセスを構築する。
その後、2014年に株式売却を行い、自身がリユース会社を経営していたことから、買取プラットフォームの将来性を感じ同年シリアルで起業。ウリドキ株式会社を設立。
2019年7月より、Forbes JAPANにて連載を開始。

## 著書
- 『リユース革命 「使わない」モノは「今すぐ」売りなさい』幻冬舎 (2020/12/17) ISBN 978-4344037243

## 受賞等
- Infinity Ventures Summit Launch Pad ファイナリスト（2016年5月）
- フジサンケイビジネスアイ 革新ビジネスアワード 最優秀賞（2016年11月）
- 日本中小企業大賞 SDGs賞 最優秀賞（2023年12月）

## Journal Paper 掲載
Proposal of Entrepreneur’s Behavior Process for Overcoming Japanese Type Valley of Death in Startup Companies（Review of Integrative Business & Economics Research Vol. 8 (2019), Issue s3）

## 登壇
- 経営情報学会（2007年5月）
- 専修大学「経営学特殊講義」（2007年6月）
- 読売理工学院（2014年6月）
- 専修大学「経営戦略論」（2016年7月）
- Singularity U Japan Summit（2017年9月）
- Reuse × Tech Conference for 2020（2019年10月）
- 専修大学「ビジネス研究」（2020年6月）

## 出演した番組
- めざましテレビ ココ調（2008年6月）
- ありえへん∞世界（2008年12月）
- くだまき八兵衛X（2011年3月）
- ガチガセ（2012年4月）
- モーニングチャージ!（2017年2月）
- ワールドビジネスサテライト（2019年9月）
- 日曜日の初耳学（2021年5月）
- ZIP!（2023年5月、11月、12月）
- 中居正広の土曜日な会（2024年5月）